# Góra Śmiadowska
Góra Śmiadowska – wzniesienie o wysokości 168 m n.p.m. znajdujące się na północny zachód od wsi Śmiadowo (gmina Borne Sulinowo, województwo zachodniopomorskie), w pobliżu Łączna, na pojezierzu Drawskim. Jest jednym z dwóch największych na Wale Pomorskim zespołów fortyfikacyjnych.

## Historia
W latach 1935–1936 wzniesiono w rejonie wzgórza grupę warowną złożoną z pięciu bloków o odporności B1 i z dwupiętrowego bloku o odporności B/B1 (Panzerwerk 975). Górne piętro dwupiętrowego bloku pełniło funkcje bojowe a dolne – techniczno-socjalne (istniały tutaj: maszynownia, ujęcie wody, toalety, pomieszczenia sanitarne, wypoczynkowe i inne). Wszystkie te obiekty połączone były korytarzami podziemnymi o łącznej długości około 250 lub 290 metrów. Po zakończeniu II wojny światowej bunkry zostały zniszczone (wysadzone) przez saperów polskich i sowieckich, i obecnie stanowią trwałe ruiny. W 2008 przeprowadzono badania konstrukcji obiektów. Odnaleziono wówczas m.in. oryginalny, elektryczny grzejnik firmy Siemens. Po częściowym odkopaniu budowle zostały fragmentarycznie udostępnione do zwiedzania.

## Fazy budowy
- w 1933 wybudowano panzerwerki 978 i 979 skonstruowane do prowadzenia ostrzału na kierunek północny i południowo-wschodni, które początkowo nie były połączone podziemnym korytarzem,
- w 1936 zbudowano kolejne cztery obiekty i system połączeń pomiędzy poszczególnymi panzerwerkami – od tego momentu głównym dziełem warownym został panzerwerk 975 wyposażony w kopułę sześciostrzelnicową oraz ckm pod płytą pancerną,
- w 1944, mimo że grupa przygotowana była do obrony okrężnej, to na szczycie wzniesienia dobudowano dwa schrony typu Ringstand 58c (tzw. Tobruki)[2].